# Candela geganta
La candela geganta (Leucopaxillus giganteus) és una espècie de fong agarical sapròfit de la família Tricholomataceae. Gran bolet de barret en forma d'embut ample, al principi de color de crema, després més torrat, de 25 a 30 cm de diàmetre, amb el marge pentinat, cama robusta i curta i carn blanca, amb una olor lleu de fruita comestible. És considerat comestible quan és immadur, aquesta espècie té una distribució cosmopolita, i es troba en grups en pastures amb herba, o clarianes de massa forestal. Leucopaxillus giganteus conté un cert nombre de composts actius, un dels quals ha mostrat propietats antibiòtiques i antitumorals en proves de laboratori.

## Taxonomia
L'espècie és descrita primer sota el nom d'Agaricus giganteus pel naturalista anglès James Sowerby el 1809, qui l'il·lustrava al seu llibre Coloured Figures of English Fungi. Històricament l'especie també fou denominada Clitocybe gigantea (Quélet, 1872), Paxillus giganteus ((Fries, 1874), i Omphalia geotropa var. gigantea (Quélet, 1886). l'any 1934, Robert Kühner i Réné Maire creaven el gènere Astropaxillus per a contenir espècies de Leucopaxillus amb espores llises, situant la L. giganteus com la seva espècie tipus. El micologista americà Rolf Singer la transferia al seu gènere actual el 1938, però reconeixia el valor de mantenir una distinció de les espècie d'espores llises i, per tant, fent de la L. giganteus una espècie de tipus Aspropaxilli.

## Morfologia
El capell de la Candela Geganta pot arribar a mesurar 40 cm de diàmetre i un gruix d'entre 1 i 1,2 cm a la meitat del radi. Els espècimens més joves tenen capells convexes, amb un marge cargolat cap avall, però com els bolets madurs el capell s'allisa i finalment es torna en forma d'embut poc profund. La gorra és llisa i de color crema que, a mesura que el bolet madura, es va acolorint cap a un color torrat i pot desenvolupar taques marrons.
Les làmines, de color crema, són estretes i es troben amuntegades tot allargant-se cap a l'arrel; un cop madur les làmines s'enfosquiran a un color camussa. L'arrel és blanca amb fibres vermelloses/marrons, amb dimensions, quan madura, de 4,5 a 6 cm d'alt per 1,5 a 3 cm de gruix gruixut. No hi ha cap anell en l'arrel. En la base de l'arrel hi ha típicament un miceli dens i blanc que pot formar una estora. La polpa és ferma, i també és blanca. Els espècimens madurs són fràgils, i difícils de recollir sense que es trenquin.

## Usos

### Comestibilitat
Encara que una font afirma que l'espècie és "comestible quan és jove", una altra font adverteix de la possibilitat de rampes d'estómac i diarrea. Burrows suggereix que es preparin tallant-los i bullint les peces; llavors es poden utilitzar en plats com estofats i cassoles. A causa de la seva gran mida, un espècimen pot ser prou per ser consumit per uns quants individus. S'ha dit que l'olor és farinàcia o similar a la farina de peix; el gust i olor del bolet s'han caracteritzat també com a "suau i agradable" o "veritablement fastigós". L'espècie és també un menjar favorit per a mosques del gènere Drosophila.

### Composts bioactius
Leucopaxillus giganteus conté un compost bioactiu anomenat clitocina que té una activitat antibiòtica en contra d'un cert tipus de bacteris patògens per als humans, com Bacillus cereus i Bacillus subtilis; un estudi anterior (1945) mostrava que també funcionava com a antibiòtic del Bacil de Koch, Salmonella typhi, i Brucea abortus. La clitocina també s'ha mostrat com a afavoridor de l'apoptosi (mort cel·lular) en cèl·lules de càncer cervicals humanes in vitro (HeLa).